# Peter Vilfan
Peter Vilfan, slovenski košarkar in politik, * 29. junij 1957, Maribor.
Vilfan, oziroma »Pero« kot se ga je prijel naziv že zelo zgodaj, je bil dolgoletni igralec košarke pri ljubljanski Olimpiji in jugoslovanski reprezentant, s katero je na svetovnem košarkarskem prvenstvu v Manili leta 1978 osvojil zlato medaljo.

## Klubska kariera
Večino svoje igralske kariere je Vilfan igral v Ljubljani za Smelt Olimpijo. Sicer se je dvakrat vmes odpravil igrati drugam, najprej v Split k Jugoplastiki in nato še za beograjski Partizan. V obeh klubih je ostal le na kratko, v Splitu dve, v Beogradu pa po eno sezono, ter se vedno vrnil v Olimpijo. 

### Partizan, 1985 - 86
V sezoni igranja za Partizan, oziroma za tako imenovane »grobare«, je dosegel rekord v številu vseh doseženih košev v eni posamezni sezoni. Na tekmah jugoslovanskega prvenstva in pokala, ter še v mednarodnih nastopih za Pokal Radivoja Koraća mu je uspelo v eni celi sezoni doseči vsega skupaj kar 1008 točk, največ izmed vseh partizanovih košarkarjev kadarkoli. Rekord velja še dandanes.

## Reprezentančna kariera

### Jugoslavija
Za Jugoslavijo je zbral 121 nastopov v obdobju 1977 in 1983 in je po številu nastopov zanjo tretji izmed vseh Slovencev. Igral je na petih mednarodnih tekmovanjih, in sicer na SP 1978, EP 1979, EP 1981, SP 1982, EP 1983 ter zbral po eno zlato in bronasto na SP ter po eno srebrno in bronasto medaljo na EP. 

### Slovenija
Bil je prvi kapetan slovenske košarkarske reprezentance v samostojni Sloveniji.

## Nagrade in priznanja
Leta 2013 je bil sprejet v Hram slovenskih športnih junakov. Leta 2014 je prejel Bloudkovo nagrado za »vrhunski mednarodni športni dosežek«.

## Kariera po aktivnem igranju

### Športni komentator
Po končani igralski karieri se je zaposlil na RTV-ju, kjer dela kot športni komentator med prenosi košarkaških tekem. Začel je kot drugi komentator pri slovenski legendi komentiranja tekem Miho Žibratom med EP 1991. V letu 2009 je po 18 letih komentiranja dobil enostransko odpoved. Takoj zatem se je skupaj s prenosom evroligaških tekem tudi sam preselil na TV postajo Sportklub. 
Leta 2017 je nastopil kot komentator košarkarskih tekem v novi ekipi za Kanal A. Njegovo prvo komentiranje je bilo ob evropskem prvenstvu 2017, kjer je spremljal nastope reprezentance, ki se je zavihtela na najvišje mesto.

### Košarkarska šola Peter Vilfan
Ustanovil je tudi prvo šolo košarke za mlade v Sloveniji, ki nosi njegovo ime: Košarkarska šola »Peter Vilfan«. Šola je bila ustanovljena v Mariboru, nato pa se je preimenovala v Poletni košarkarski tabor in preselila na slovensko obalo v Strunjan.

### Knjižna avtobiografija
Leta 2004 je izšla njegova avtobiografija »Peter Vilfan«. Izdajatelj knjige je njegova košarkarska šola, dogodke iz njegove igralske kariere pa je spisal Tadej Golob.

### Politika
Na predčasnih državnozborskih volitvah leta 2011 je kandidiral za poslanca na listi Pozitivne Slovenije in bil izvoljen v Državni zbor Republike Slovenije za mandatno obdobje 2011 - 2015. Leta 2014 je prestopil v Zavezništvo Alenke Bratušek, kjer je bil tudi podpredsednik in na predčasnih državnozborskih volitvah 2014 kandidiral na listi Zavezništva Alenke Bratušek, kjer je bil tudi izvoljen v Državni zbor Republike Slovenije. Leta 2015 je izstopil tako iz Zavezništva Alenke Bratušek kot tudi iz poslanske skupine te liste ter se pridružil poslanski skupini DeSUS.
Kot poslanec je bil vpleten v prometno nesrečo, ko je v Ljubljani zbil pešca.
V vladi Marjana Šarca je bil od 2018 državni sekretar v kabinetu predsednika vlade, torej njegov svetovalec, a je po aferi s honorarji za njegove komentarje košarkarskih tekem 1. marca 2019 odstopil in se dokončno umaknil iz politike.